# Serranocirrhitus latus
Serranocirrhitus latus – gatunek ryby z rodziny strzępielowatych, jedyny przedstawiciel rodzaju Serranocirrhitus. Bywa hodowana w akwariach morskich.

## Występowanie
Zachodnia część Oceanu Spokojnego, rafy koralowe na głębokościach 15–70 m p.p.m.

## Charakterystyka
Dorasta do 13 cm długości.